# Khaya
Khaya is een geslacht uit de familie Meliaceae. Het geslacht telt ongeveer zes soorten die voorkomen in tropisch Afrika en op Madagaskar.

## Soorten
- Khaya anthotheca (Welw.) C.DC.
- Khaya grandifoliola C.DC.
- Khaya ivorensis A.Chev.
- Khaya madagascariensis Jum. & H.Perrier
- Khaya senegalensis (Desv.) A.Juss.

... · 
Aglaia · 
Azadirachta · 
Carapa · 
Khaya · 
Lansium · 
Melia · 
Sandoricum · 
Trichilia · 
Xylocarpus · 
...